# Paula-Irmeli Halonen
Paula-Irmeli Halonen (* 22. August 1945 in Varkaus) ist eine ehemalige finnische Eisschnellläuferin.

## Werdegang
Halonen trat international erstmals bei der Winter-Universiade 1970 in Rovaniemi in Erscheinung, wobei sie den achten Platz über 1000 m und jeweils den siebten Platz über 500 m und 1500 m errang. In der Saison 1974/75 kam sie bei der Sprintweltmeisterschaft 1975 in Göteborg auf den 16. Platz im Sprint-Mehrkampf und bei der Mehrkampfweltmeisterschaft 1975 in Assen auf den sechsten Rang im Kleinen Vierkampf. In der folgenden Saison wurde sie bei der Sprintweltmeisterschaft 1976 in Berlin Vierte im Sprint-Mehrkampf und bei der Mehrkampfweltmeisterschaft 1976 in Gjøvik Fünfte im Kleinen Vierkampf. Beim Saisonhöhepunkt, den Olympischen Winterspielen 1976 in Innsbruck, belegte sie den 22. Platz über 3000 m, den 13. Rang über 1000 m und den achten Platz über 500 m. Im Jahr 1977 errang sie bei der Sprintweltmeisterschaft in Alkmaar den 22. Platz im Sprint-Mehrkampf und bei der Mehrkampfweltmeisterschaft in Keystone den 12. Platz im Kleinen Vierkampf. Letztmals international startete sie bei der Mehrkampfweltmeisterschaft 1978 in Helsinki, wobei sie mit dem 27. Platz vorzeitig ausschied.
Halonen wurde dreimal finnische Meisterin im Sprint-Mehrkampf (1975, 1976, 1978), zweimal im Kleinen Vierkampf (1974, 1977) und einmal über 500 m (1970).

## Erfolge

### Olympische Spiele
- 1976 Innsbruck: 8. Platz 500 m, 13. Platz 1000 m, 22. Platz 3000 m

### Mehrkampf-Weltmeisterschaften
- 1975 Assen: 6. Platz Kleiner Vierkampf
- 1976 Gjøvik: 5. Platz Kleiner Vierkampf
- 1977 Keystone: 12. Platz Kleiner Vierkampf
- 1978 Helsinki: 27. Platz Kleiner Vierkampf

### Sprint-Weltmeisterschaften
- 1975 Göteborg: 16. Platz Sprint-Mehrkampf
- 1976 Berlin: 4. Platz Sprint-Mehrkampf
- 1977 Alkmaar: 22. Platz Sprint-Mehrkampf

## Persönliche Bestzeiten
| Disziplin | Zeit        | Datum            | Ort       |
| --------- | ----------- | ---------------- | --------- |
| 500 m     | 42,20 s     | 12. Februar 1977 | Keystone  |
| 1000 m    | 1:27,29 min | 13. Oktober 1976 | Inzell    |
| 1500 m    | 2:16,58 min | 7. Dezember 1978 | Keystone  |
| 3000 m    | 5:03,08 min | 8. Februar 1976  | Innsbruck |